# Alimentador automático de documentos
En impresoras multifunción, fotocopiadoras y escáneres, un alimentador automático de documentos (o ADF, por sus siglas en inglés, Automatic Document Feeder), es un dispositivo que permite tomar varias páginas y alimentarlas hoja por hoja al escáner a la fotocopiadora. Esto permite a los usuarios escanear, y por lo tanto copiar, imprimir o faxear, documentos de múltiples páginas sin necesidad de colocar página por página. La mayoría de las fotocopiadores permiten escanear sobre la cama plana (contra el vidrio de la fotocopiadora) o bien a través del alimentador automático.

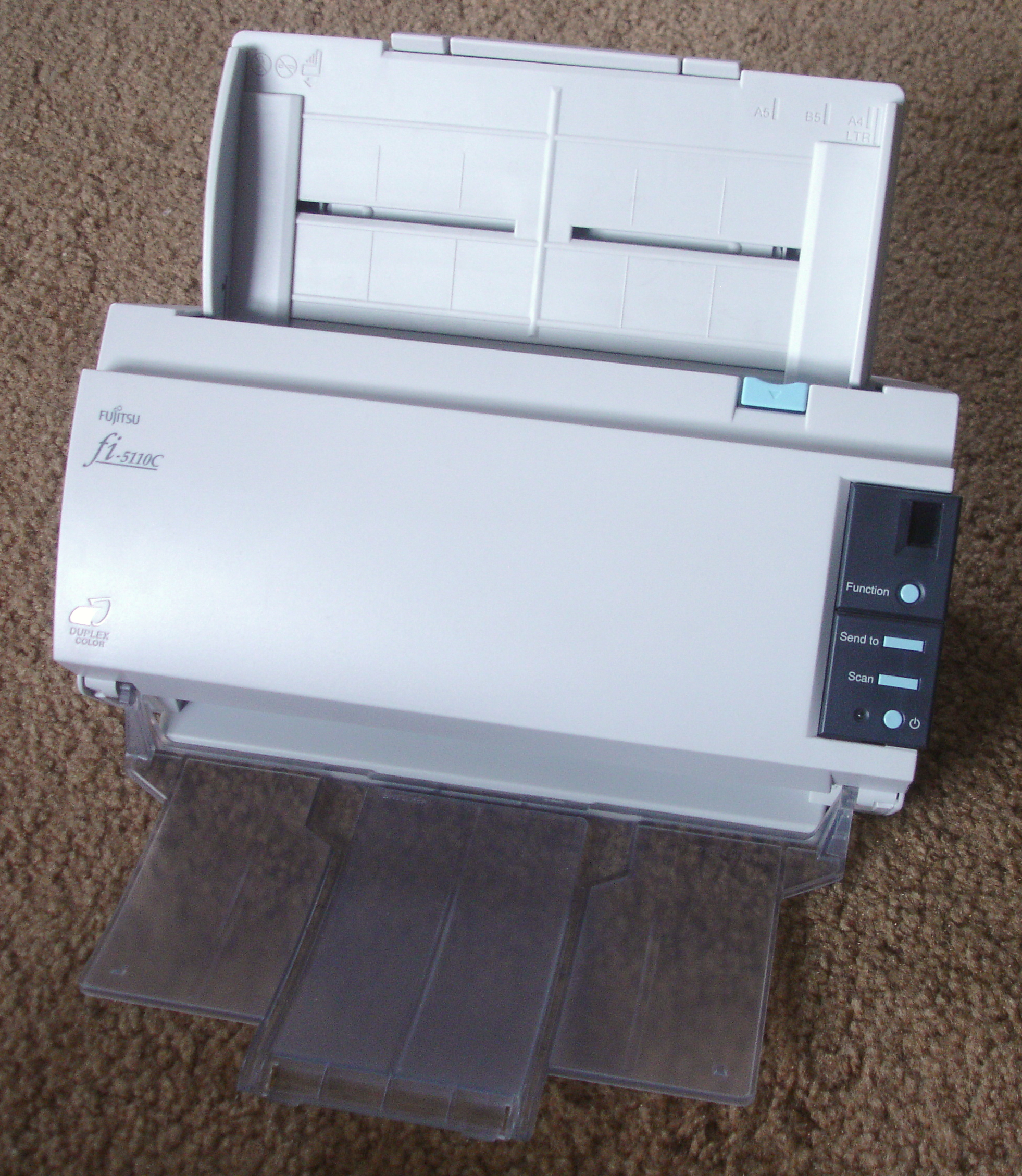
Un escáner con un módulo DADF.

En algunos modelos de escáneres, el alimentador automático se incorpora como una estructura aparte del escáner de cama plana, por ejemplo, el HP Scanjet 5590. En otros casos, el escáner viene diseñado específicamente para escanear con el alimentador automático (por ejemplo, la línea i1200 o i1400 de Kodak). 
La capacidad del alimentador automático de documentos se mide por dos variables: páginas por minuto (velocidad) y la resolución máxima a la que puede escanear (DPI). Un alimentador automático de documentos común escanea entre 10 y 25 páginas por minuto, mientras que los de mayor prestación pueden alcanzar hasta las 200 páginas por minuto.
El sistema de alimentación automática de documentos funciona normalmente con unos rodillos. Mientras que en el escáner de cama plana, lo que se desliza es el sensor CCD o el sensor CIS, dependiendo del escáner, mientras que la hoja permanece fija, en el escáner con alimentación automática los sensores permanecen fijos y lo que se desplaza es la hoja a través de los rodillos. Los rodillos que permiten que la hoja se deslice suelen tener una vida útil determinada por la cantidad de hojas que se pueden pasar, tras lo cual deben ser reemplazados (a mayor calidad del modelo, menos se desgastan). 
Las hojas deben prepararse previamente a ser ingresadas al alimentador automático, lo que comprende quitarle broches, ganchos, pedazos de plástico o bandas elásticas, o cualquier otro tipo de material que pueda dañar el vidrio que protege la luz y los sensores. Normalmente, se puede utilizar un vidrio protector, hecho de cristal, o bien un acrílico que tiende a desgastarse con mayor facilidad que el vidrio. Hay diversas técnicas para alargar la vida útil de estos acrílicos, como por ejemplo el pulido con materiales abrasivos que eliminan las rayaduras e impiden que se vean reflejadas en la imagen capturada. 
Hay alimentadores de documentos que sólo escanean de un lado de la hoja (single), y otros alimentadores capaces de escanear de los dos lados de la hoja. Para esto, hay dos métodos posibles: uno, conocido como RADF (por sus siglas en inglés, Reversing Automatic Document Feeder), que escanea un solo lado de la página, la gira y escanea el otro lado. Un DADF (Duplexing Automatic Document Feeder) escanea los dos lados en una sola pasada. La ventaja del DADF es que es mucho más rápido para los originales con contenido en ambas caras de las páginas. Tanto el DADF como el RADF miden su velocidad en imágenes por minuto, el número de lados que pueden escanear en cada minuto.
La almohadilla de separación (o separation pad) en cualquier impresora, fax o escáner que tome hojas sueltas de papel, es aquella a través de la cual pasa el papel cuando se está alimentando, para introducir fricción y ayudar a separar la hoja superior del resto. La almohadilla separadora suele tener de 5 a 7 cm (dos o tres pulgadas) de ancho y se coloca en el centro del recorrido del papel. Debe ser limpiada o reemplazada si la impresora tiende a recoger más de una hoja a la vez.